# Asgaard (военная компания)
Asgaard — German Security Group — немецкая частная военная компания, основанная в 2007 году.
В мае 2010 года Asgaard заключил контракт с сомалийским политиком Ахмадом Галадидом Абдинуром Дарманом, что в свою очередь вызвало споры в Германии. По словам представителей Немецкого института международных отношений и безопасности и Дюссельдорфского института внешней политики и безопасности, Дарман — политически малозначимый игрок в Сомали, чье политическое влияние может значительно измениться, если он приобретет вооруженную охрану. То, что более сотни бывших немецких солдат начнут играть роль в сомалийской политике, вызвало дискуссию в немецком Бундестаге. Политики говорили о «падении из милости», но, похоже, мало что можно было сделать, поскольку правительство Германии в течение многих лет пренебрегало разработкой правил для частных военных компаний.
В июне 2010 года председатель Ассоциации резервистов Бундесвера майор Герд Хёфер написал письмо менеджеру компании Asgaards, старшему сержанту запаса Томасу Кальтегертнеру, в котором попросил его выйти из состава ассоциации.

## Сомали
23 мая 2010 года газета Tagesschau сообщила, что немецкие наемники из охранной компании Asgaard вмешиваются в гражданскую войну в Сомали и должны помочь Дарману прийти там к власти. Более того, они должны для его защиты и защиты его клана обеспечить подготовку военных и полиции и борьбу с ополченцами. Письмо «президента Дармана» Кальтегертнеру от января 2010 года показывает, что Асгаард был уполномочен ввозить оружие и оборудование в Сомали. Жители Тельгте, где в то время находилась штаб-квартира компании, протестовали против «наемников из Мюнстерланда» факельными шествиями.
Заключение контракта привело к дальнейшим конфликтам, например, потому что правительство Германии поддерживало временное правительство Сомали, в том числе в рамках учебной миссии Европейского Союза в Уганде, но немецкая компания Asgaard должна была обеспечить притязания Дармана на власть и таким образом действовать против интересов Германии
В сентябре 2010 года на странице компании в Facebook было объявлено, что губернатор Калифорнии Арнольд Шварценеггер поощрял Асгаарда в его амбициях. В 2010 году прокуратура Мюнстера начала расследование в отношении Кальтегертнера, который проверял, не нарушил ли Асгаард статью 109h Strafgesetzbuch, запрещающую вербовку немцев на военную службу в иностранную державу, а также нарушение эмбарго ООН против Сомали. В связи с этим были проведены обыски на девяти объектах, в ходе которых были конфискованы обширные материалы, включая контракт между Асгаардом и Дарманом, а также несколько тысяч патронов. В отношении двух сотрудников Asgaard было вынесено постановление о наложении штрафа. В отношении Гассманна также проводилось расследование на предмет нарушения Закона о внешней торговле. Затем председатель Ассоциации резервистов Немецкого бундесвера Герд Хёфер попросил Кальтегертнера покинуть ассоциацию.

## Целенаправленное сотрудничество с Бундесвером
Согласно ответу федерального правительства на небольшой вопрос парламентской группы Die Linke, с 2009 года Асгаард дважды пытался получить заказы от вооруженных сил Германии, но сотрудничества не последовало.
2015 году «Асгаард» неоднократно пытался получить заказ на охрану контингента бундесвера в Эрбиле, но и в этом случае сотрудничества не последовало. В отличие от других охранных компаний, Asgaard также не спонсировала мероприятия по профессиональному обучению.
20 октября 2021 года пресс-секретарь Федерального министерства обороны объяснил, что существует запрет на службу всех военнослужащих Федеральных вооруженных сил с компанией Asgaard.

## Ирак
В сентябре 2014 года Штой и Гассманн были замечены недалеко от иракского города Эрбиль, где, по их словам, они сопровождали журналистов. В то же время они искали для Асгаарда по меньшей мере трех пилотов вертолетов для переобучения на беспилотный вертолет-разведчик Camcopter S-100, которые в течение двух месяцев будут проходить обучение в компании Boeing в США, а затем в Украине. После обучения возможны назначения «в Ирак и другие кризисные районы».
В июне 2021 года Гассманн обнародовал информацию о том, что бывший сотрудник компании ASGAARD German Security Guards — Consulting GmbH, базирующейся в Хамме, Билаал Захер держал на коммерческом счете не менее 10 миллионов долларов США во время своего пребывания на посту управляющего директора иракского филиала и после его прекращение и отзыв всех доверенностей, предположительно присвоенных в Ираке. и через Grauhaus Germany GmbH, которая также принадлежит Захеру, как говорят, частично инвестировала в спорную сделку по маске с Федеральным министерством здравоохранения Йенса Шпана .

## Обучение в учебных центрах пожарной службы
В 2017 году в Алене было назначено расследование, чтобы выяснить, почему Асгаард смог использовать помещения и помещения учебного центра пожарной охраны Ален-Брокхаузен (ФАС) в учебных целях. Затем Асгаард предупредил в форме открытого письма, что ФАС будет иметь годовой доход более 20 000 евро, и потребовал «конструктивного подхода, ориентированного на решение». По словам представителя города, соглашение было заключено между Asgaard и «Arbeitsgemeinschaft Feuerwehrausbildungsstätte Brockhausen», принадлежащей городу Ален. В результате расследования дальнейшее использование было предотвращено.

## Сети вокруг Асгаарда и обвинения в правом экстремизме
В сентябре 2020 года различные СМИ сообщили, что Асгаард находился под влиянием правых экстремистов и должен поддерживать сеть, которая распространяется на Бундесвер и несколько органов безопасности Германии на федеральном уровне и уровне штатов. Kontraste и Der Spiegel — это также видеозаписи из Багдада от 2017 года, на которых, например, можно увидеть рейхскригсфлаг на стене в Асгарде и рисунок солдата вермахта. Согласно заявлениям бывших и действующих сотрудников, Гассман неоднократно делал расистские заявления, занимался политической агитацией и ставил под сомнение легитимность Федеративной Республики Германии. Согласно заявлениям его делового партнера в Ираке Билаала Захера, Гассманн делал враждебные заявления о Мартине Реннер, члене Бундестага от Левой партии. Захер заявил вместо присяги, например, заявления Гассмана о том, что г-жа Реннер должна быть устранена, если правительство будет свергнуто.
Части сети вокруг Асгаарда включают солдата Матиаса Д., который находится в казармах Толленсе в Нойбранденбурге, который с 2018 года находится под наблюдением Службы военной контрразведки (MAD) по «подозреваемому правому экстремизму» и подозревается в подготовке тяжкого акта насилия, представляющего государственную опасность в соответствии со статьей 89 а Уголовного кодекса. Паспорт Матиаса Д. был аннулирован после того, как он несколько раз ездил на Ближний Восток и в Бейрут, и в его багаже была обнаружена форма Асгаарда. 14 сентября 2020 г. прокуратура произвела обыск в жилых и служебных помещениях Д., а также франкфуртского оперуполномоченного, который во время отпуска и без ведома своего работодателя не менее двух раз работал на руководящей должности для компании Asgaard в Ираке. Сотрудник полиции также обвиняется во взяточничестве и нарушении служебной тайны прокурором, поскольку, как утверждается, он проводил незаконные запросы из баз данных полиции в своих личных интересах и в интересах Асгаарда. Он также отвечал за хранение доказательств и после изучения доказательств отделом внутреннего аудита в марте 2021 года подозревается в хищении и продаже «пистолетов, револьверов, длинных ружей и боеприпасов в трехзначном диапазоне». Сообщается, что часть оружия была передана компаниям. Детективу-инспектору запретили заниматься служебными делами, ведется проверка его бессрочного отстранения от службы. Министр внутренних дел Гессена Петер Бойт объявил, что против офицера полиции будут приняты как уголовные, так и дисциплинарные меры всеми возможными способами и что офицер полиции в Асгаарде, ни в утвержденной, ни в неутвержденной боковой линии, не имеет к этому никакого отношения. Далее он пояснил, что «гессенские следователи тесно сотрудничают с органами безопасности Федерации и стран и, таким образом, также учитывают, сколько из текущих здесь расследований указывает на возможные другие преступления, связанные с охранной компанией NRW».
После нескольких обысков в служебных помещениях, последний раз в августе 2020 года, служебные помещения Асгаарда и частная квартира управляющего директора в Дольберге (Ален) были обысканы Федеральным управлением уголовной полиции и полицией с помощью собачьей команды из Тюрингия и вертолет 18 февраля 2021 года. По словам представителя Федеральной прокуратуры в Висбадене, операция проводилась на основании решения Федерального суда и была связана с расследованием Федеральной прокуратуры из-за первоначального подозрения в совершении серьёзного преступления. обида.
Федеральный прокурор арестовал Аренд-Адольфа Г. и Ахима А. в октябре 2021 года по подозрению в создании террористической организации. Оба являются бывшими членами Бундесвера, и оба, как говорят, активно работали на Асгаарда. Говорят также, что Аренд-Адольф Г. работал управляющим директором Asgaard. 20 октября 2021 года Tagesthemen опубликовал видеоклип, в котором Дирк Гассманн, Ахим А. и Аренд-Адольф Г. вместе в Ираке поют песни нацистской эпохи. Ахим А. размещает фотографии на домашней странице своей компании, на которых он вместе с Дирком Гассманном и Аренд-Адольф Г. участвует в инспекции в Ираке. Ахим А. является советником по внешней политике и политике безопасности ХСС в окружной ассоциации Мюнхена. На веб-сайте компании Asgaard Nigeria, управляющим директором которой является Петя Стой Петью Стой и Ахима А. можно увидеть вместе в Нигерии в разделе «Консалтинг и планирование проектов».

## Собственность и корпоративная структура
Компания существует в различных формах как минимум с 2004 года. Компания Asgaard German Security Guards, зарегистрированная в торговом реестре, была удалена в 2008 году после отказа в процедуре банкротства. Управляющий директор Калтегартнер впоследствии не регистрировал торговую компанию Telgte с 2008 по 2010 год, и в июне 2010 года в торговом реестре также не было записи. После дела, связанного с запланированной миссией в Сомали, у Асгаарда ненадолго был офис в Лейпциге на Вирховштрассе, 27. По этому адресу также были зарегистрированы Райнхард Раде и Адриан Прейсингер. Там же была зарегистрирована компания Рейнхарда Радеса THG, Technische Handelsgesellschaft mbH. Позже штаб-квартира Telgte была перенесена в ирландский город Корк и зарегистрирована там. В 2011 году они переехали в Дольберг (Ален) в резиденцию Дирка Гассмана. 24 июля 2014 г. компания Asgaard была восстановлена под старым названием, в 2016 г. штаб-квартира компании была перенесена в Уэнтроп (Хамм), а затем в Аахен под названием «Asgaard Security Guards Consulting GmbH». В начале 2017 года штаб-квартира компании переехала в Хамм. Согласно её собственному заявлению, у неё есть генеральное агентство в Нигерии и офис в Португалии. Первое руководство состояло из Томаса Кальтегартнера, Дирк Гассманн присоединился к нему не позднее января 2008 года. После того, как Кальтегартнер официально покинул компанию, руководство Asgaard заявило, что «в то время они больше не имели ничего общего с компанией». Предыдущий владелец Гассманн, помимо Стоя (по крайней мере, с марта 2013 г.), ещё является одним из акционеров.
В марте 2019 года бывший Respect! Management GmbH из Берлина переименована в Asgaard German Security Group GmbH, а штаб-квартира переехала в Хамм. Билаал Захер временно был единственным владельцем этой компании, с августа 2019 года по декабрь 2020 года Дирк Гассманн также был частичным владельцем.
В январе 2021 года существует две компании: Asgaard German Security Group GmbH с Захером в качестве управляющего директора и Asgaard German Security Guards Consulting GmbH с Гассманном в качестве управляющего директора. Все другие предыдущие владельцы или партнеры покинули различные компании.
Rockmart Holding Inc. владеет 49 % акций Asgaard German Security Consulting GmbH с января 2021 года, а Андреас Кунц является единственным управляющим директором.
В феврале 2021 года Asgaard German Security Group GmbH была снова переименована в Respect! Management GmbH, а их штаб-квартира переехала в Берлин. Единственным управляющим директором является Билаал Захер.